# Pałac w Białaczowie
Pałac Małachowskich w Białaczowie – pałac wraz z parkiem zlokalizowany w zachodniej części Białaczowa w województwie łódzkim (powiat opoczyński). 

## Historia

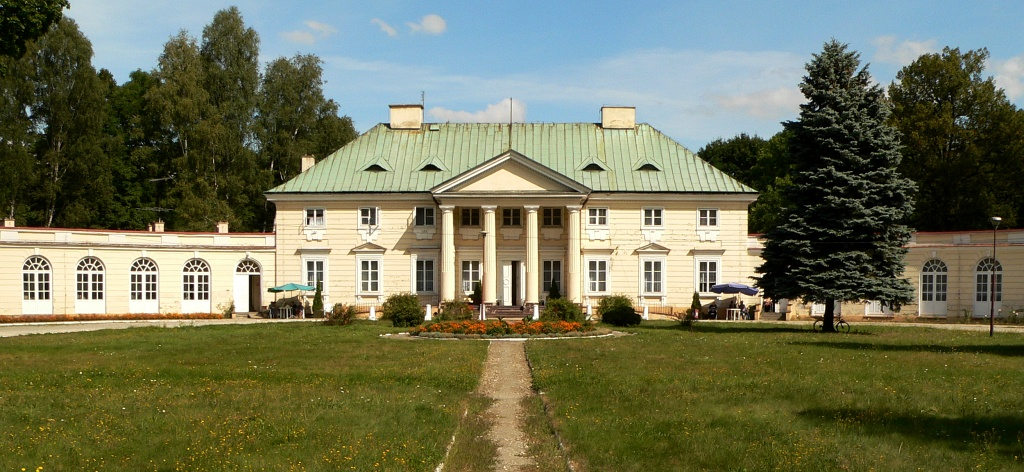
Korpus główny

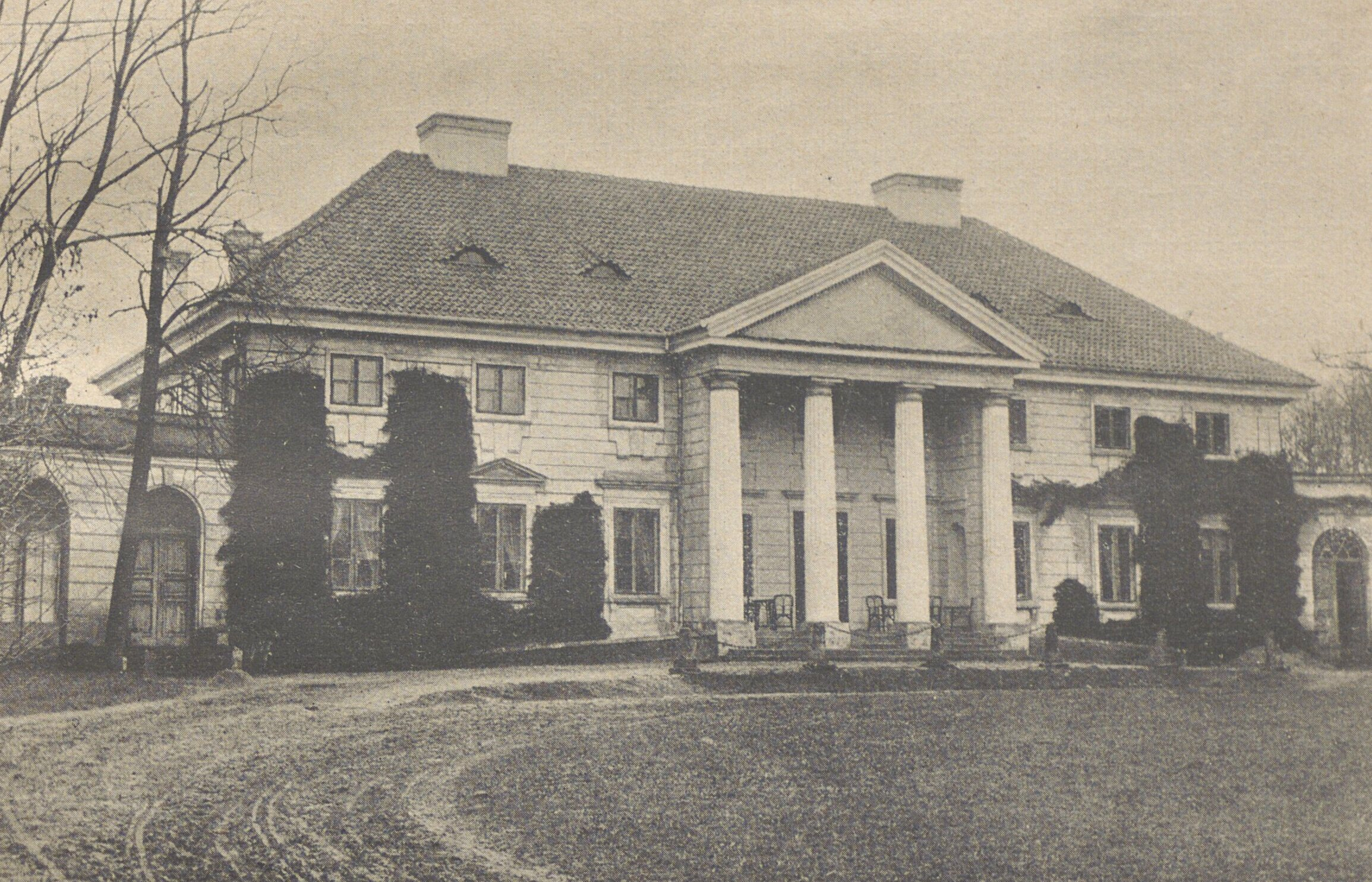
Widok z 1925

Dobra białaczowskie, przed wzniesieniem pałacu, należały do Odrowążów (m.in. Piotra i Andrzeja), Kochanowskich (m.in. Piotra, ojca Jana), Rudzińskich, Olszanowskich, Sierakowskich oraz Franciszka Dębińskiego. 
Obecny obiekt powstawał najprawdopodobniej w latach 1799 (1797) - 1803 (1800) z inicjatywy Stanisława Małachowskiego, który był jednym z najważniejszych współtwórców Konstytucji 3 Maja. Został zaprojektowany przez Jakuba Kubickiego. Następnym właścicielem pałacu był brat Stanisława, Antoni, a potem jego syn Ludwik. Za jego rządów w budynku zamieszkiwała pasierbica Małachowskiego i matka Zygmunta Krasińskiego, księżniczka Maria Radziwiłłówna. Córka Ludwika, Hortensja, zapisała w 1888 majątek synowi swojej siostry Stefanii – hrabiemu Ludwikowi Broel-Platerowi. Jednym z kolejnych właścicieli był Ludwik Jan Broel-Plater, uczestnik kampanii wrześniowej, więzień niemieckiego offlagu Murnau VIIA, żołnierz armii generała George'a Pattona. Ostatnim dziedzicem był natomiast hrabia Zygmunt Plater. W 1939 spalił się dach głównego korpusu. Po 1944 obiekt znacjonalizowano, a rodzinę Platerów wygnano z majątku. 
Po wojnie pałac użytkowano jako magazyn zboża. Potem umieszczono w nim szkołę podstawową. Od 1952 do 1954 przeprowadzono prace konserwatorskie, którymi kierował Bohdan Marconi. Po ich zakończeniu w budynku ulokowano dom pomocy społecznej. W listopadzie 2012 pałac został opuszczony, a jego stan prawny nie jest uregulowany (Minister Rolnictwa i Rozwoju Wsi orzekł, iż w 1945 nie został prawidłowo przejęty dekretem PKWN na Skarb Państwa, w następstwie czego powiat opoczyński nie powinien być jego właścicielem). 
Zespół pałacowo-parkowy został wpisany do rejestru zabytków decyzją Wojewódzkiego Konserwatora Zabytków w Kielcach nr Kl.IVA-2/l/334/67 z dnia 15 czerwca 1967.

## Architektura

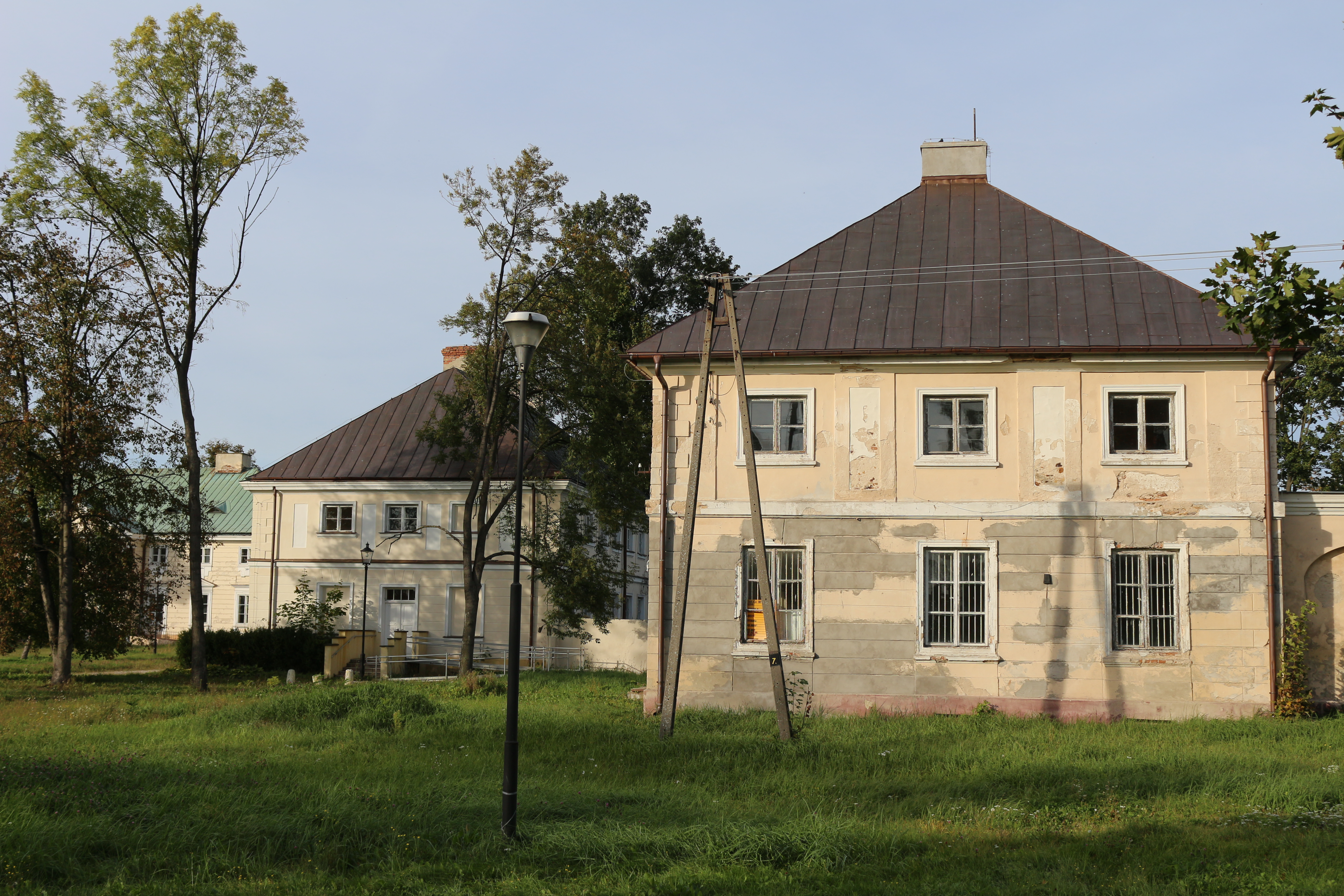
Oficyna

Klasycystyczny pałac położony jest w południowo-zachodniej części 25-hektarowego parku przechodzącego w kompleks leśny. Jest to założenie typu palladiańskiego z ćwierćkolistymi galeriami i bocznymi pawilonami (nie zostało ono w pełni ukończone).
Dwukondygnacyjny, podpiwniczony i otynkowany obiekt wzniesiono na planie prostokąta z cegły i łamanego piaskowca. Jest dwutraktowy. Poprzedza go dziedziniec flankowany pawilonami i galeriami. Wejście główne urządzono poprzez portyk w wielkim porządku, z trójkątnym naczółkiem i kanelurowanymi kolumnami toskańskimi. W centrum elewacji ogrodowej (północnej) umieszczono ryzalit z trójkątnym frontonem. Korpus główny pokryto dachem czterospadowym, przybudówki, ryzalit ogrodowy i portyk – dachami dwuspadowymi. 
Większość pomieszczeń parteru (krytych sufitami fasetowanymi) wyposażona jest w dekorację malarską oraz stiukową. Dawny "gabinet etruski" posiada malarską dekorację sufitową. Część stolarki okiennej i drzwiowej jest oryginalna.
Położona w parku oranżeria z około 1850 prawdopodobnie została zbudowana według projektu Witolda Stajewskiego.

## Park
Park ma charakter krajobrazowo-leśny i został zaprojektowany przez Lindauera, Strickera, Szaniora i Tańskiego. Uznawany jest za jedno z najcenniejszych w Polsce założeń ogrodowych. Ma wysokie walory kulturowe i przyrodniczo-krajobrazowe, mimo bardzo poważnych zniszczeń wywołanych przejściem trąby powietrznej 14 lipca 2011, która w ciągu kilkunastu minut praktycznie doszczętnie (w 95%) zrujnowała historyczny drzewostan. Straty te były nieporównywalne do jakichkolwiek, które wcześniej w sposób naturalny dotknęły duże założenia ogrodowe na terenie Polski. Przed klęską żywiołową na terenie parku rosło blisko 4000 sztuk drzew i krzewów. Czytelne były osie widokowe z pałacu. Rosły tu głównie gatunki rodzime: kilka gatunków lip i dębów, graby, klony, sosny i świerki. Z gatunków egzotycznych występowały: tulipanowiec amerykański, sosna wejmutka, lipa amerykańska, klon srebrzysty i dęby: czerwony oraz błotny. Większość tego zasobu została bezpowrotnie stracona.
Prace porządkowe związane z usunięciem wiatrołomów zostały wykonane na przełomie lat 2012 i 2013. Po ich zakończeniu okazało się, że komponowane układy historycznej roślinności praktycznie przestały istnieć. Zachowały się najmniej wartościowe pod względem kompozycyjnym skupienia roślinności, położone w obniżeniach związanych z układem wodnym, najbardziej znaturalizowane. Z drugiej strony odsłoniły się pierwotne powiązania widokowe zaniedbane przez lata braku pielęgnacji i przycinek. Czytelne stało się m.in. powiązanie widokowe pałacu z białaczowskim ratuszem, zasłonięte przez wybujałe konary lip.
Bardzo cennym przykładem architektury ogrodowej jest parkowa eksedra wykonana w całości z piaskowca, położona w północno-wschodniej części parku, nieopodal tzw. „Bocieńca”. Istotnym komponentem założenia jest układ wodny złożony z cieku zasilającego fosę Wyspy Kochanowskiego i pasma stawów na północnym krańcu majątku. Na Wyspie Kochanowskiego znajdują się relikty prawdopodobnie renesansowego dworu obronnego.

## Filmografia
Na terenie zespołu kręcone były sceny do filmu „Zimna wojna” w reżyserii Pawła Pawlikowskiego (nominowanego do Oscara).